# Формула Ейлера — Маклорена
В математиці формула Ейлера — Маклорена визначає тісний зв'язок між інтегралами і рядами. Названа на честь швейцарського математика Леонарда Ейлера і шотландського математика Коліна Маклорена. 

## Твердження
Нехай p і q два цілих числа. Для 2k разів неперервно диференційованої на проміжку {\displaystyle [p,q]}, функції :
{\displaystyle {\frac {f\left(p\right)+f\left(q\right)}{2}}+\sum _{j=p+1}^{q-1}f\left(j\right)=\int _{p}^{q}f(x)\,dx+\sum _{j=1}^{k}{\frac {b_{2j}}{(2j)!}}\left(f^{(2j-1)}(q)-f^{(2j-1)}(p)\right)+R_{k}}
де :
{\displaystyle R_{k}=-\int _{p}^{q}f^{(2k)}(x){B_{2k}(x-\lfloor x\rfloor ) \over (2k)!}\,dx,}
В даних формулах {\displaystyle B_{i}} позначає i-й многочлен Бернуллі, {\displaystyle B_{i}(x-\lfloor x\rfloor )} — періодизований многочлен Бернуллі. Числа bi позначають числа Бернуллі : b1 = −1/2, b2 = 1/6, b3 = 0, b4 = −1/30, b5 = 0, b6 = 1/42, b7 = 0, b8 = −1/30.
Завдяки заміні змінних подібну формулу можна одержати для інтервалу межі якого не є цілими числами.

## Доведення
Достатньо довести справедливість для інтервалу {\displaystyle [n,n+1]} де {\displaystyle n\in \mathbb {Z} } ; загальна формула одержується за допомогою сумування.
Нехай g — функція неперервно диференційована на інтервалі {\displaystyle [n,n+1]} . Використовуючи властивість многочленів Бернуллі : {\displaystyle \forall k\in \mathbb {N} B_{k+1}'=\left(k+1\right)B_{k}}, одержуємо з інтегрування частинами : 
{\displaystyle \int _{n}^{n+1}g\left(t\right)B_{k}\left(t-n\right)dt=\left[{\frac {g\left(t\right)B_{k+1}\left(t-n\right)}{k+1}}\right]_{n}^{n+1}-{\frac {1}{k+1}}\int _{n}^{n+1}g'\left(t\right)B_{k+1}\left(t-n\right)dt}
Оскільки для {\displaystyle k\geq 2}, виконується {\displaystyle B_{k}\left(1\right)=B_{k}\left(0\right)=b_{k}}, одержуємо : 
{\displaystyle \int _{n}^{n+1}g\left(t\right)B_{k}\left(t-n\right)dt={\frac {b_{k+1}}{k+1}}\left(g\left(n+1\right)-g\left(n\right)\right)-{\frac {1}{k+1}}\int _{n}^{n+1}g'\left(t\right)B_{k+1}\left(t-n\right)dt}
Рекурентністю для k від 0 до 2p, приймаючи {\displaystyle g=f^{(2p)}}, одержується :
{\displaystyle \int _{n}^{n+1}f\left(t\right)dt={\frac {f\left(n\right)+f\left(n+1\right)}{2}}+\sum _{k=2}^{2p}{\frac {\left(-1\right)^{k-1}b_{k}}{k!}}\left(f^{(k-1)}\left(n+1\right)-f^{(k-1)}\left(n\right)\right)+{\frac {1}{(2p)!}}\int _{n}^{n+1}f^{(2p)}\left(t\right)B_{2p}\left(t-n\right)dt}
З властивості : {\displaystyle \forall k\geq 1,b_{2k+1}=0}, одержується :
{\displaystyle \int _{n}^{n+1}f\left(t\right)dt={\frac {f\left(n\right)+f\left(n+1\right)}{2}}+\sum _{k=2}^{\lfloor {\frac {p}{2}}\rfloor }{\frac {b_{2k}}{(2k)!}}\left(f^{(2k-1)}\left(n+1\right)-f^{(2k-1)}\left(n\right)\right)+{\frac {1}{(2p)!}}\int _{n}^{n+1}f^{(2p)}\left(t\right)B_{2p}\left(t-n\right)dt}